# Alias Mike Moran
Alias Mike Moran er en amerikansk stumfilm fra 1919 af James Cruze.

## Medvirkende
- Wallace Reid - Larry Young
- Ann Little - Elaine Debaux
- Emory Johnson - Mike Moran
- Charles Ogle - Peter Young
- Edythe Chapman - Ma Young
- William Elmer - Tick Flynn
- Winter Hall - Vandecar
- Jean Calhoun - Miss Vandecar
- Guy Oliver - Jim Day